# フリードリヒ・ミュッケ
フリードリヒ・ミュッケ（Friedrich Mücke、1981年3月12日 - ）はドイツの俳優。

## 略歴
ベルリン出身。2003年から2007年までエルンスト・ブッシュ演劇大学で演技を学び、2010年の映画『Friendship!』で注目される。
女優バーバラ・ロマーナーとパートナー関係にあり、彼女との間には2人の娘がいる。ロマーナーとは舞台で共演を重ねている他、2010年の映画『マーラー 君に捧げるアダージョ』ではロマーナー演じるアルマ・マーラーの愛人ヴァルター・グロピウス役で共演している。

## 主な出演作品
| 年   | 邦題 原題                                          | 役名                       | 備考 |
| ---- | -------------------------------------------------- | -------------------------- | ---- |
| 2010 | マーラー 君に捧げるアダージョ Mahler auf der Couch | ヴァルター・グロピウス     |      |
| 2012 | ルートヴィヒ Ludwig II.                            | リヒャルト・ホルニヒ       |      |
| 2018 | バルーン 奇蹟の脱出飛行 Ballon                     | ペーター・シュトレルツィク |      |